# Kiedy umieram
Kiedy umieram lub Gdy leżę, konając (ang. As I Lay Dying) – piąta powieść Williama Faulknera, wydana w 1930 roku. 

## Historia
Powieść została napisana nocami od 29 października do 11 grudnia 1929 roku, gdy Faulkner pracował jako kierownik nocnej zmiany w elektrowni Uniwersytetu Missisipi. Pierwsze polskie tłumaczenie jest autorstwa Ewy Życieńskiej, pochodzi ono z 1968 roku. Drugie polskie tłumaczenie autorstwa Jacka Dehnela pt. Gdy leżę, konając ukazało się w 2024 roku w wydawnictwie „Znak”.

## Nawiązania doOdysei
Tytuł powieści pochodzi z XI księgi Odysei w tłumaczeniu Williama Sinclaira Marrisa z 1925 roku i niekoniecznie odnosi się jedynie do Addie Bundren, która leży umierająca w łóżku, a potem w trumnie. W powieści można dostrzec liczne aluzje do Odysei: cała podróż przypomina byle jaką Odyseję do Jefferson – Itaki, Addie jest niewierna mężowi (zdradza go z Whitfieldem) podobnie jak żona Agamemnona, Bundrenowie nie zapewniają godziwego pogrzebu Addie poprzez kilkudniowy transport zwłok i przeprawę przez rwącą rzekę, która nawiązuje do morza wzburzonego przez Posejdona. Postać Darla jest podobna do Tejrezjasza, Cash spada z dachu kościoła podobnie jak Elpenor, który spadł z dachu pałacu Kirke, matka zostaje zaklęta w rybę w umyśle Vardamana, podobnie jak zaklęci w wieprze kompani Odysa.

## Fabuła
Akcja rozgrywa się w fikcyjnym hrabstwie Yoknapatawhpa (pierwowzorem było hrabstwo Lafayette); według badaczy z Uniwersytetu Wirginii akcja dzieje się w 1927 roku. Książka opowiada historię rodziny Bundrenów, która uparcie realizuje życzenie matki Addie Bundren pragnącej, by jej ciało zostało pochowane w rodzinnej miejscowości Jefferson obok dawno nieżyjących bliskich. Dzieci Addie to: Cash, Darl, Jewel, Dewey Dell i Vardaman. Opowieść przedstawiana jest przez 15 narratorów w 59 rozdziałach. Rozdziały tytułowane są imionami narratorów. Pisarz zastosował technikę strumienia świadomości, którą wcześniej zastosował James Joyce w Ulissesie. Bohaterowie mówią różnym językiem, częściowo gwarą. Addie Bundren przemawia tylko raz zza grobu, nieufna słowom; jej przeciwieństwem jest Cora Tull, wierząca w moc słów modlitwy. Każdy z bohaterów kieruje się swoimi potrzebami: Anse pragnie wypełnić przyrzeczenie dane żonie, ale zależy mu także na zrobieniu sobie nowych zębów, dzięki którym zdobywa nową żonę; Corze Tull zależy na osiągnięciu zbawienia, Dewey Dell chce usunąć ciążę. Vardaman chciałby ujrzeć kolejkę na wystawie w sklepie (zob. modelarstwo kolejowe).
Rodzina podobnie jak zmarła Addie rozkłada się: Cash cierpi na gangrenę, Darl został skierowany do szpitala psychiatrycznego, Jewel został pozbawiony konia, Dewey Dell nie dokonała aborcji, Vardamanowi nie udało się ocalić matki ani zobaczyć kolejki. Tylko Anse podobnie do Odyseusza wychodzi z podróży wygrany, z nową żoną i z gramofonem. Addie i Anse byli niedopasowaną parą.

## Bohaterowie
- Addie Bundren – żona Anse, matka Casha, Darla, Jewela, Dewey Dell i Vardamana. Miała romans z pastorem Whitfieldem, który jest ojcem Jewela. Z tego powodu Addie faworyzuje Jewela.
- Anse Bundren – wdowiec po Addie.
- Cash Bundren – najstarszy syn, uzdolniony cieśla.
- Darl Bundren – syn Addie.
- Jewel Bundren – nieślubny syn Addie.
- Dewey Dell Bundren – jedyna córka Addie. Zachodzi w ciążę z Lafe’em, który daje jej pieniądze na zabieg aborcyjny. Aptekarz Skeet MacGowan pod pozorem wykonania aborcji gwałci Dewey.
- Vardaman Bundren – najmłodszy syn Addie, świadek jej śmierci.
- Vernon Tull – przyjaciel rodziny.
- Cora Tull – bardzo religijna żona Vernona.
- Lafe – chłopak Dewey.

## Ekranizacja
W 2013 powstała ekranizacja powieści, również zatytułowana Kiedy umieram. Reżyserem, scenarzystą i odtwórcą głównej roli jest James Franco.

## Odniesienia w kulturze popularnej
Tytuł książki stał się inspiracją do nadania nazwy zespołu dla założycieli amerykańskiej grupy muzycznej metalcore – As I Lay Dying. 